# Kosmetik
Kosmetik, sminke eller makeup er en række produkter som tilføres hud, øjenbryn, hår og negle med det formål at pleje kroppen og forbedre en persons udseende. Kosmetik omfatter forskellige produkttyper, blandt andet cremer, pudder og læbestift.
Brugen af disse produkter, i nyere tid, forekommer for det meste i de vestlige lande og blandt kvinder.
En person, der arbejder professionelt med kosmetik, sminke og makeup, benævnes på dansk sminkør (hvis der er tale om en mand) eller sminkøse (hvis der er tale om en kvinde), alternativt makeupartist eller makeupassistent (engelske betegnelser).
I Danmark kan man uddannes til kosmetiker (2½-årig offentlig erhvervsuddannelse) samt til kosmetolog og makeupartist (private uddannelser).

## Kosmetikkens historie
Kosmetikkens historie kan spores helt tilbage til oldtidens Egypten, Assyrien, Persien og Indien, hvor man har fundet paletter med rester af datidens øjenmakeup. Her brugte både mænd og kvinder kosmetik i form af cremer, øjenmakeup og parfumer. 
Også hos flere stammefolk var brugen af makeup særdeles udpræget. Her markerede man sin sociale status via kropsdekorationer og ansigtsmaling. 
Brugen af makeup forelå for det meste de højest socialt stillede. 
Kosmetikkens historie er præget af ikke mindst de æstetiske normer, men også kulturelle og religiøse aspekter har haft stor betydning for brugen af makeup op gennem tiden. 
I de tidlige kristne samfund fik kirkens forbud mod makeup stor betydning; denne mente at man ikke kunne forbedre Guds skaberværk, og dette betød at mange helt droppede at bruge makeup, eller i flere kvinders tilfælde, at makeuppen blev lagt i en mere afdæmpet form.
Under renæssancen, vendtes det hele dog på hovedet, og det blev yderste mode med ansigtsmaling, 
den giftige blyhvidt og rouge havde sit indtog indtil 1700-tallets slutning. 
I 1800-tallet blev det igen anset for moralsk forkasteligt at bruge makeup. Dette var et resultat på renæssancens overdrevne forbrug af kosmetik. Ansigtet derimod skulle være nøgent og naturligt, denne holdning ændrede sig dog også i slutningen af 1800-tallet, hvor det blev acceptabelt for kvinder at bære en let rispudder og rouge. 
I 1900-tallet åbnedes den første skønhedsklinik af Helena Rubinstein i London.

## Forskellige produkter
- Parfume
- Creme
- Pudder
- Læbestift
- Eyeliner
- Kohl
- Rouge
- Foundation

## Ekstrem kosmetik
Teknologien har medført en udvidelse af begrebet kosmetik. Herunder kan nævnes kirurgiske kosmetiske ændringer og permanente løsninger som opstregning af eyeliner.
Ydermere er det set at ikke kun kvinder, hvilket der op gennem det 19. århundrede har været tendens til, men også mænd får foretaget kosmetiske ændringer, eller blot bruger de førnævnte kosmetiske produkter. Dette ses i forbindelse med den metroseksuelle udvikling i de vestlige lande.